# Fountain Lake
Fountain Lake is een plaats (town) in de Amerikaanse staat Arkansas, en valt bestuurlijk gezien onder Garland County.

## Demografie
Bij de volkstelling in 2000 werd het aantal inwoners vastgesteld op 409.
In 2006 is het aantal inwoners door het United States Census Bureau geschat op 446, een stijging van 37 (9,0%).

## Geografie
Volgens het United States Census Bureau beslaat de plaats een oppervlakte van
9,2 km², geheel bestaande uit land. Fountain Lake ligt op ongeveer 180 m boven zeeniveau.

## Plaatsen in de nabije omgeving
De onderstaande figuur toont nabijgelegen plaatsen in een straal van 32 km rond Fountain Lake.